# Drug Enforcement Administration
Pour les articles homonymes, voir DEA.
La Drug Enforcement Administration (DEA ; /di.iˈeɪ/ ; « Administration de contrôle des drogues ») est une agence fédérale américaine d'application de la loi dépendant du département de la Justice des États-Unis, chargée de lutter contre le trafic et la distribution de drogues aux États-Unis. La DEA est l'organisme responsable de l'application de la loi sur les substances réglementées au niveau national, partageant une compétence concurrente avec le Federal Bureau of Investigation (FBI). Elle est seule responsable de la coordination et de la poursuite des enquêtes américaines sur la drogue, tant au niveau national qu'à l'étranger.  

## Historique et mandat
La Drug Enforcement Administration a été créée le 1er juillet 1973 dans le cadre du plan de réorganisation n° 2 de 1973, signé par le président Richard Nixon le 28 juillet, qui proposait la création d'une agence fédérale unique pour faire appliquer les lois fédérales sur les drogues ainsi que pour consolider et coordonner les activités de contrôle des drogues du gouvernement. Le Congrès a accepté la proposition, car il était préoccupé par la disponibilité croissante des drogues. En conséquence, le Bureau des stupéfiants et des drogues dangereuses (BNDD), le Bureau de la lutte contre l'abus des drogues (ODALE), environ 600 agents spéciaux du Bureau des douanes, le Service des agences douanières et d'autres bureaux fédéraux ont fusionné pour créer la DEA.
Initialement, le siège de la DEA était situé au 1405 I (« Eye ») Street NW dans le centre-ville de Washington. Avec la croissance générale de l'agence dans les années 1980 (due à l'accent accru mis sur les efforts fédéraux de lutte contre la drogue) et une croissance simultanée du personnel du siège, la DEA a commencé à chercher un nouveau siège ; des emplacements en Arkansas, dans le Mississippi et dans diverses bases militaires abandonnées autour des États-Unis ont été envisagés. Cependant, le procureur général de l'époque, Edwin Meese, a déterminé que le siège devait être situé à proximité du bureau du procureur général. Ainsi, en 1989, le quartier général a été transféré au 600-700 Army-Navy Drive dans le quartier de Pentagon City à Arlington, en Virginie, près de la station de métro du même nom.
Le 19 avril 1995, Timothy McVeigh a attaqué le bâtiment fédéral Alfred P. Murrah à Oklahoma City parce qu'il abritait des bureaux régionaux du FBI, du Bureau of Alcohol, Tobacco, Firearms and Explosives (ATF) et de la DEA, qui avaient tous effectué des raids qu'il considérait comme des intrusions injustifiées dans les droits de la population ; cette attaque a causé entre autres la mort de deux employés de la DEA. Par la suite, le complexe du siège de la DEA a été classé comme installation de niveau IV selon les normes fédérales américaines de sécurité des bâtiments, ce qui signifie qu'il devait être considéré comme une cible à haut risque pour les terroristes. Les mesures de sécurité comprennent des plaques d'acier hydrauliques pour imposer une distance d'éloignement du bâtiment, des détecteurs de métaux et des postes de garde.
En février 2003, la DEA crée un laboratoire de preuves numériques au sein de son bureau des sciences médico-légales.

## Activités
Le travail de la DEA a des implications politiques, tant au niveau national qu'international. La DEA soutient au moins 80 bureaux, dans 58 pays.

### Activités internationales
La DEA est présente dans :
- les pays d'origine des drogues. En Afghanistan et au Pakistan pour l'héroïne[3], en Bolivie[4],[5] et au Pérou[6] pour la cocaïne, ou bien en Chine pour les amphétamines[7]. La DEA a également joué un rôle important dans la traque et la mise hors d'état de nuire du trafiquant de drogue Pablo Escobar et de son cartel avec l'aide des forces colombiennes[8][réf. non conforme] ;
- des pays de transit comme le Guatemala[9], le Mexique ou le Kenya[10],[2], et aussi au Canada, malgré la méfiance des autorités canadiennes[2],[11] ;
- des pays consommateurs comme l'Allemagne[12], la Croatie[13] ou les Pays-Bas[14], et aux États-Unis eux-mêmes.

### Implications nationales
Aux États-Unis, le problème de la drogue (cocaïne, héroïne et autres opioïdes, crack et amphétamines) grandit,. L'usage des drogues se déroulait par vagues dès la fin du XIXe siècle (Cocaïne) jusqu'à celle de crystal Meth, une amphétamine (parmi d'autres) en 2014, et dès 2015 des médicaments sur ordonnance.
Le travail de la DEA a aussi des implications sur les carrières politiques. Arrêté en 2013 après avoir acheté de la cocaïne à un agent de la DEA qui l'avait piégé, l'élu républicain à la Chambre des représentants Trey Radel a dû démissionner de son poste .

## Résultats

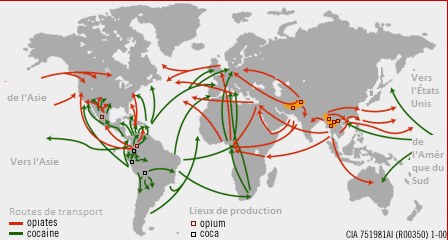
Provenance et routes du transport de quelques drogues.

En 2005, la DEA saisit 1,4 milliard de dollars de capitaux liés au trafic de stupéfiants et 477 millions de dollars, en valeur marchande, de drogues, mais la Maison-Blanche estime que l'ensemble du trafic de drogue aux États-Unis se chiffre à 64 milliards de dollars par an.

## Organisation

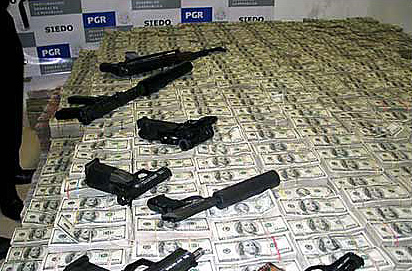
205 millions de dollars et plusieurs armes saisis à Mexico en 2007 par la police mexicaine et la DEA américaine dans le cadre de la lutte contre les narcotrafiquants au Mexique.

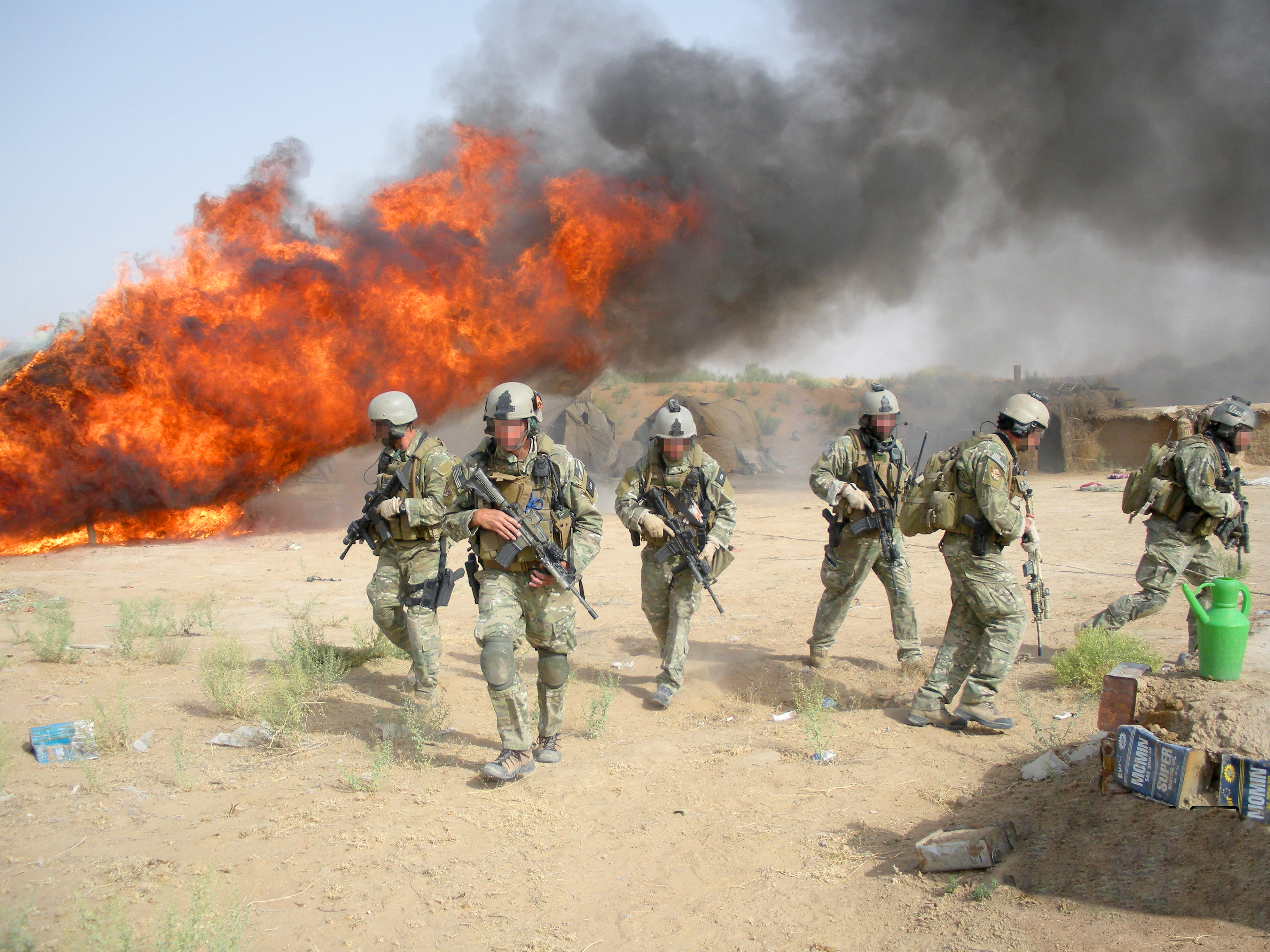
Foreign-Deployed Advisory and Support Team (FAST) de la DEA détruisant 262 tonnes de haschisch le 9 juin 2008 lors de l'operation Albatross en Afghanistan.

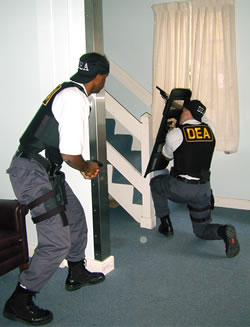
Agents de la DEA.

La DEA est dirigée par un administrateur désigné par le président des États-Unis et approuvé par le Sénat des États-Unis.
Le siège est situé à Arlington, en Virginie. Elle entretient sa propre académie hébergée dans une base du corps des marines à Quantico (Virginie) avec celle du FBI.
La DEA possède 237 bureaux d'investigation et 80 agences étrangères réparties dans 58 pays.
Son budget et ses effectifs croissent chaque année, ainsi lors de sa création son budget était de 60 millions de dollars en 1973 contre plus de 2,4 milliards en 2006. Elle emploie à cette dernière date plus de 18 800 personnes, dont plus de 5 300 agents spéciaux contre 2 775 personnes, dont 1 470 agents spéciaux en 1973 ; plusieurs de ceux-ci devant infiltrer clandestinement les réseaux criminels à l'étranger et sur le sol américain. Ses agents sur le terrain sont armés dans les années 2000 de Glock G22 ou G23 mais ils peuvent porter des Glock 27, S&W M&P40 ou SIG-Sauer SP2340, s'ils sont qualifiés ainsi que des fusils de police (Remington 870/Benelli M3) ou une carabine de police (Rock River Arms LAR-15 DEA et LWRC M6) voire un pistolet-mitrailleur (les H&K UMP40 et Colt 633 SMG) mais plusieurs groupes d'intervention opérant à l'étranger - notamment contre la narco-économie en Afghanistan - ont un équipement militaire dont la carabine militaire M16A2 Carbine. Sa flotte aérienne à l'origine se composait de 24 avions et de 41 pilotes ; en 2008, elle est de 104 avions et 124 pilotes.
Elle possède un système d'enregistrement qui permet aux personnels médicaux, chercheurs et industriels d'avoir accès à des produits contrôlés. Ce système attribue une sorte de « numéro de code DEA » aux personnes autorisées qui permet un suivi de ces substances contrôlées.
Elle disposait en 2001 de trois grandes banques de données :
- NADDIS (Narcotic and Dangerous Drugs Information System)[26] ;
- DAWN (Drug Abuse Warning Network) ;
- ARCOS (Automated Reports and Consumed Order Systems).

## Controverses

### Afghanistan
La DEA aurait couvert, tout comme la CIA, le trafic d'héroïne servant à financer certains groupes moudjahidines comme le Hezb-e-Islami Gulbuddin qui combattaient lors de la guerre d'Afghanistan de 1979 à 1989 le gouvernement afghan et son allié soviétique.

### Bolivie
En septembre 1986, les assassinats par des trafiquants boliviens du naturaliste Noel Kempff Mercado et de deux autres scientifiques dans les monts Caparuch entrainent une controverse en Bolivie sur l'hypothèse d'une collaboration entre les trafiquants, certains membres de l'exécutif bolivien et la DEA. Cette dernière, alertée depuis des années sur la présence d'une méga fabrique de cocaïne  dans cette zone, puis  par l'assassinat des scientifiques, s'était toujours refusée à intervenir. L'intervention pour la récupération de secours et des corps n'aura lieu que 3 jours après, laissant aux narcos le temps à l'évacuation entière de la fabrique, notamment grâce à des vols nocturnes.   Mis en cause, le directeur de la DEA pour l'Amérique du Sud, Frank Macolini, reconnait au sein de l'ambassade américaine de La Paz (sans que rien filtre à l'extérieur dans un premier temps) avoir reçu pour instructions de la CIA de ne pas perturber le trafic de cocaïne entre la Bolivie et l'Amérique centrale, qui contribue au financement des Contras (paramilitaires anticommunistes au Nicaragua). 
Le député Edmundo Salazar, qui après avoir enquêté sur l'affaire s'apprêtait à révéler de nombreux documents  et demander au Congrès bolivien l'expulsion de la DEA, est assassiné en octobre 1986. Son épouse, Elena Oroza, est assassinée en octobre 1994 après avoir annoncé qu'elle allait dévoiler le dossier de son époux à la presse. Cette  triple affaire d'assassinats révèle sans doute aussi la profonde et troublante implication des plus hautes autorités boliviennes et américaines, dans la protection aux trafics des substances illicites. 
En novembre 2008, le président bolivien Evo Morales fait expulser la DEA du pays, lui reprochant son soutien aux séparatistes lors de troubles dans la région de Santa Cruz.

### Honduras
Le 11 mai 2012, quatre indigènes sont abattus par la DEA au Honduras, dans la région de Mosquitia.

## Organigramme
- Anne Milgram (administrateur)
- Michael L. A. Braun (assistant administrateur et chef des opérations)

## Dans la culture populaire
- Le lieutenant Martin Castillo, commandant de l'OCB dans la série Deux flics à Miami est un  ancien agent de la Drug Enforcement Administration. De même, l'agent de la DEA Carina Miller apparait dans  la série télévisée Chuck de même que Hank Schrader, dans Breaking Bad.
- Dans Léon (1994), le principal antagoniste est agent de la DEA.
- Au cinéma, l'agence anti-drogue prend le visage de  Don Fitzgerald dans le film Les Millers, de Ray Castro et Montel Gordon ; dans Traffic, de Sean Vetter ou de Demetrius Hicks dans Un homme à part. Enfin, le thriller et film noir Sabotage est centré autour de l'agent John « Breacher » Wharton et des opérateurs de la Special Operations Team du bureau d'Atlanta de la DEA soupçonnés d'avoir volé 10 millions de dollars US à un cartel mexicain de Ciudad Juárez.
- La DEA apparait aussi dans le jeu vidéo Total Overdose, sorti en 2005 où travaillait Ernesto Cruz comme agent avant de mourir en mission, puis par le fils de ce dernier, Tomy Cruz, qui a été gravement blessé de manière complètement stupide pareillement en mission. Le frère jumeau de ce dernier, Ramiro, reprend alors la mission, la dérivant ainsi en un véritable carnage.
- La DEA est également représentée dans la série télévisée Narcos, série retraçant la lutte menée par les États-Unis et la Colombie contre le narco-terrorisme et les narco-trafiquants, plus précisément contre le cartel de Medellín et son chef Pablo Escobar, le « papa » colombien de la drogue.
- Dans la série télévisée Weeds, Nancy Botwin sort avec un agent de la DEA, l’agent Peter Scottson.
- Dans la télénovela Catalina, le personnage principal, Catalina Santana, est la dirigeante de la DEA en Colombie.
- Dans la série Breaking Bad, le beau frère de Walter White, Hank Schrader est un agent de la DEA.